# Marcus Simming den yngre
Marcus Simming, född 29 januari 1690 i Södermanland, död 7 september 1752 i Torstuna, var en svensk präst och riksdagsman.

## Biografi
Marcus Simming var son till kyrkoherden i Vada, Uno Simming, och Justina Leuchovia samt sonson till Marcus Simming den äldre. Han tillhörde en släkt som senare i en annan linje adlades Simmingsköld. Han skrevs in vid Uppsala universitet 1705, men hade två år senare egen undervisning med Lars Ferner. 1712 disputerade han för Jöns Steuchius och 1715 för Fabian Törner varpå han promoverades till magister och prästvigdes.
Därefter var Simming verksam vid Collegia Theologica i Stockholm, skrev den teologiska avhandlingen De Religione Ponteficiorum och var teologie adjunkt i Uppsala. 1727 blev han kyrkoherde i Uppsala-Näs, men flyttades 1732 till Börje socken där han utnämndes till prost i egen församling. Året därpå blev han förflyttad till Torstuna socken.
Simming var riksdagsman 1731 och 1742.
Hustrun Beata Djurberg var dotter till Daniel Djurberg och Margareta Thel. Dottern var mor till Gustaf von Paykull.